# II. třída okresu Ústí nad Labem
II. třída okresu Ústí nad Labem (Okresní přebor II. třídy) patří společně s ostatními druhými třídami mezi osmé nejvyšší fotbalové soutěže v Česku. Je řízena Okresním fotbalovým svazem Ústí nad Labem. Hraje se každý rok od léta do jara se zimní přestávkou. Účastní se ji 16 týmů z okresu Ústí nad Labem, každý s každým hraje jednou na domácím hřišti a jednou na hřišti soupeře. Celkem se tedy hraje 30 kol. Vítězem se stává tým s nejvyšším počtem bodů v tabulce a postupuje do I.B třídy Ústeckého kraje – skupiny A, B či C. Poslední dva týmy sestupují do III. třídy okresu Ústí nad Labem. Do II. třídy vždy postupuje vítězný tým z každé ze dvou skupin III. třídy (skupiny A a B).

## Vítězové
| Sezóna  | Vítěz                 |
| ------- | --------------------- |
| 2004/05 | TJ Spartak Tisá       |
| 2005/06 | TJ Spartak Tisá       |
| 2006/07 | TJ Svádov-Olšinky     |
| 2007/08 | TJ Povrly             |
| 2008/09 | SK Hraničář Petrovice |
| 2009/10 | TJ Střekov B          |
| 2010/11 | TJ Skorotice          |
| 2011/12 | FKA Velké Chvojno     |
| 2012/13 | TJ Povrly             |
| 2013/14 | SKP Sever Teplice     |
| 2014/15 | TJ Spartak Tisá       |
| 2015/16 | TJ Svádov-Olšinky     |
| 2016/17 | FK Slovan Chabařovice |
| 2017/18 | FKA Velké Chvojno     |
| 2018/19 |                       |